# 凱勒峰

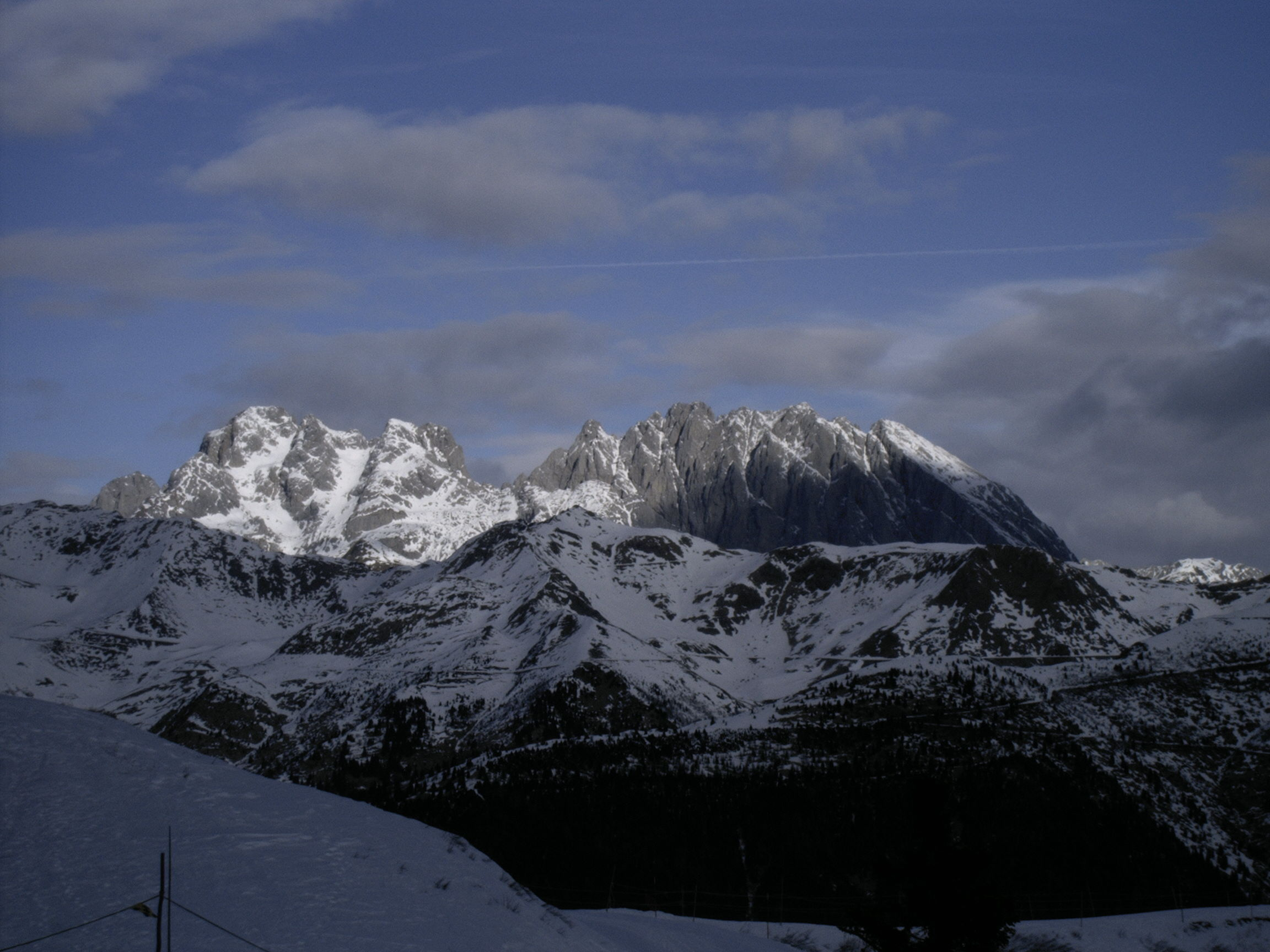

46°36′33″N 12°54′0″E / 46.60917°N 12.90000°E
凱勒峰（德語：Kellerspitzen），是中歐的山峰，位於奧地利和意大利接壤的邊境，屬於卡爾尼克阿爾卑斯山脈的一部分，距離科良斯峰1.4公里，海拔高度2,774米，人類在1878年7月13日首次登頂。